# Vitor Teixeira
Vitor Alves Teixeira (Belo Horizonte, 22 de enero de 1958) es un jinete brasileño que compitió en la modalidad de salto ecuestre. Ganó cinco medallas en los Juegos Panamericanos entre los años 1991 y 1999.

## Palmarés internacional
| Juegos Panamericanos | Juegos Panamericanos      | Juegos Panamericanos | Juegos Panamericanos |
| Año                  | Lugar                     | Medalla              | Categoría            |
| -------------------- | ------------------------- | -------------------- | -------------------- |
| 1991                 | La Habana (Cuba)          | Medalla de oro       | Por equipos          |
| 1991                 | La Habana (Cuba)          | Medalla de bronce    | Individual           |
| 1995                 | Mar del Plata (Argentina) | Medalla de oro       | Por equipos          |
| 1999                 | Winnipeg (Canadá)         | Medalla de oro       | Por equipos          |
| 1999                 | Winnipeg (Canadá)         | Medalla de bronce    | Individual           |